# پفافیا گلومراتا
پفافیا گلومراتا (نام علمی: Pfaffia glomerata) نام یک گونه از تیره تاج‌خروسیان است.